# 1º de Maio Esporte Clube
1º de Maio Esporte Clube, thường được gọi là 1º de Maio, là một câu lạc bộ bóng đá Brazil có trụ sở tại Petrolina, bang Pernambuco. Họ đã thi đấu ở Série C một lần.

## Lịch sử
Câu lạc bộ được thành lập vào ngày 23 tháng 2 năm 1985.

## Sân vận động
1º de Maio Esporte Clube chơi các trận sân nhà của họ tại Estádio Paulo de Souza Coelho, biệt danh Estádio Associação Rural. Sân vận động có sức chứa tối đa 5.000 người. 